# Улица Максимова (Москва)
Улица Макси́мова — улица на западе Москвы в районе Щукино Северо-Западного административного округа между улицей Берзарина и площадью Академика Курчатова.

## Происхождение названия
Образована в 1965 году из Клубной улицы бывшей деревни Щукино и 1-го Щукинского проезда. Новое название присвоено в память о советском политическом деятеле К. Г. Максимове (1894—1937).

## Описание

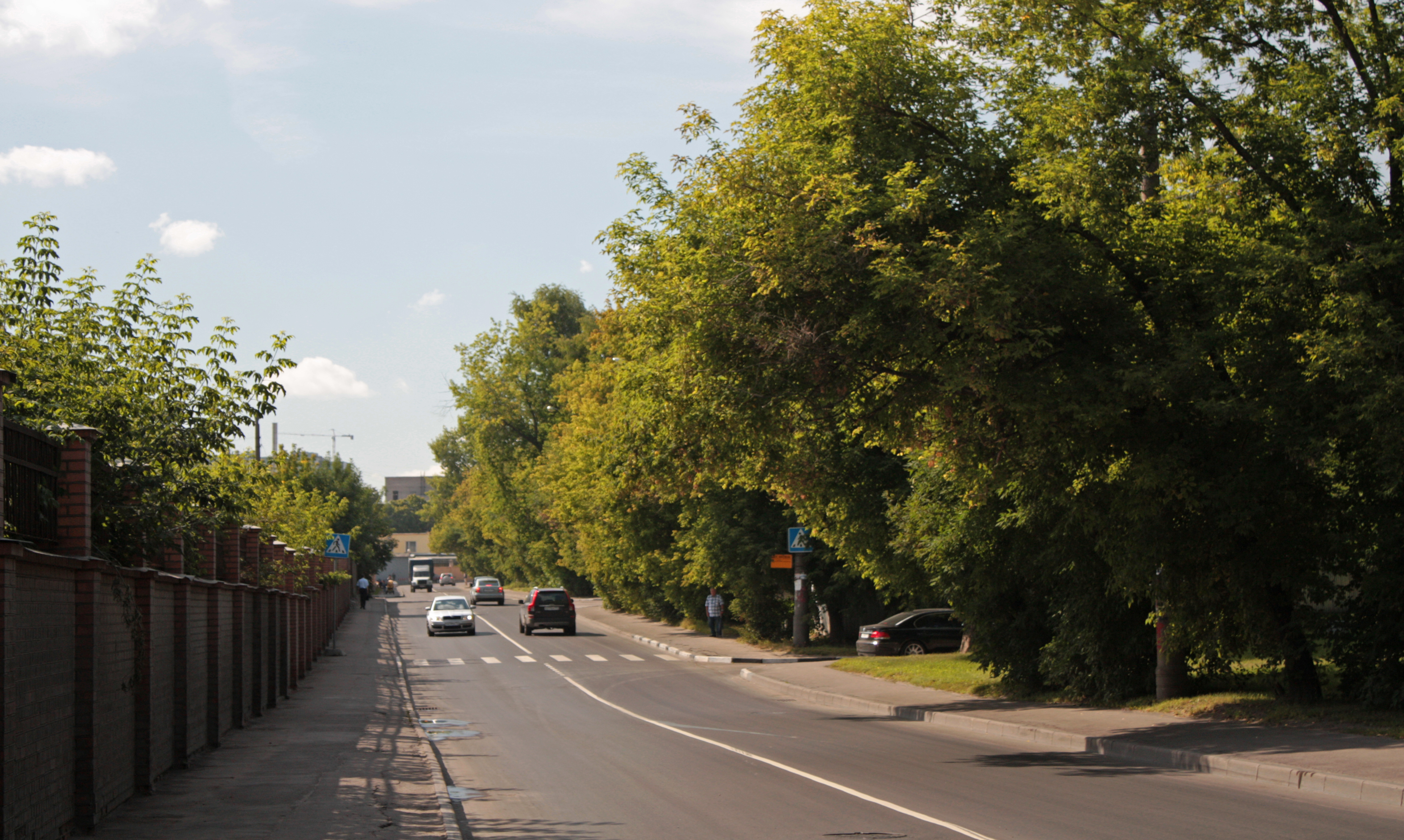
Вид от перекрёстка с улицей Гамалеи на юг.

Улица Максимова начинается от улицы Берзарина недалеко от выхода на последнюю улицы Генерала Глаголева, проходит на север, слева к ней примыкают улицы Рогова, а затем Гамалеи, за последней улица Максимова поворачивает на северо-восток, слева к ней примыкает Улица Маршала Новикова, перекрёсток с которой образует площадь Генерала Жадова. Заканчивается на площади Академика Курчатова слева от Курчатовского института.

## Примечательные здания и сооружения
по нечётной стороне:
- № 1 — спортивный комплекс «Малахит»;

по чётной стороне:
- № 4 — ИНБИКСТ МФТИ. Занимает здание школы, построенной в конце 1940-х годов по проекту архитектора Н. М. Щепетильникова. Выстроена из сборных типовых деталей. Двухэтажная школа имела объём 5,5 тыс. м³. В нём размещалось 8 классов, большой зал, лаборатория, буфет, кабинеты для учителей и подсобные помещения[1].
- № 8 — жилой дом Академгородка лаборатории № 2 АН СССР (1945—1949, архитекторы И. В. Жолтовский, Л. Б. Карлик)[2]. Здесь в 1973—1998 годах жил физик Борис Кадомцев[3].